# المدخل في أصول الحديث
المدخل في أصول الحديث. كتاب في علم الحديث صنفه الحاكم النيسابوري، تكلم في المقدمة عن مكانة اسناد الحديث وعن الكتب المسانيد التي صنفت في الإسلام بأنها مشتملة على رواية المعدلين من الرواة وغيرهم من المجروحين، وعن فوائد تخص كتب الحديث ومؤلفيهم، ثم صنف بعد المقدمة بابا أو فصلا في ذكر معرفة أنواع الصحيح، ثم بابا أو فصلا في ذكر أنواع الجرح وصفته وطبقات المجروحين.
يعتبر هذا الكتاب ثاني كتاب مصنف في علم الحديث بعد كتاب المحدث الفاصل بين الراوي والواعي.